# ラ・クレイェット
ラ・クレイェット（仏: La Clayette）はブルゴーニュ＝フランシュ＝コンテ地域圏ソーヌ＝エ＝ロワール県にある都市。

## 人口統計
| 1793年 | 1836年 | 1851年 | 1911年 | 1931年 | 1968年 | 1975年 | 1982年 | 1990年 | 2006年 | 2016年 |
| ------ | ------ | ------ | ------ | ------ | ------ | ------ | ------ | ------ | ------ | ------ |
| 1014   | 1300   | 1738   | 1862   | 2002   | 2530   | 2845   | 2669   | 2307   | 1942   | 1677   |

source = Cassini et INSEE

## 観光
- ラ・クレイェット城（フランス語: Château de La Clayette)
- ノートルダム教会（フランス語: Église Notre-Dame)
- ラ・クレイェット湖 (フランス語: Étang de La Clayette)

## 姉妹都市
- ゲルハイム (Göllheim) （ドイツ 1977年から）
- マラーノ・エークオ (Marano Equo) （イタリア 1990年から）

## ギャラリー

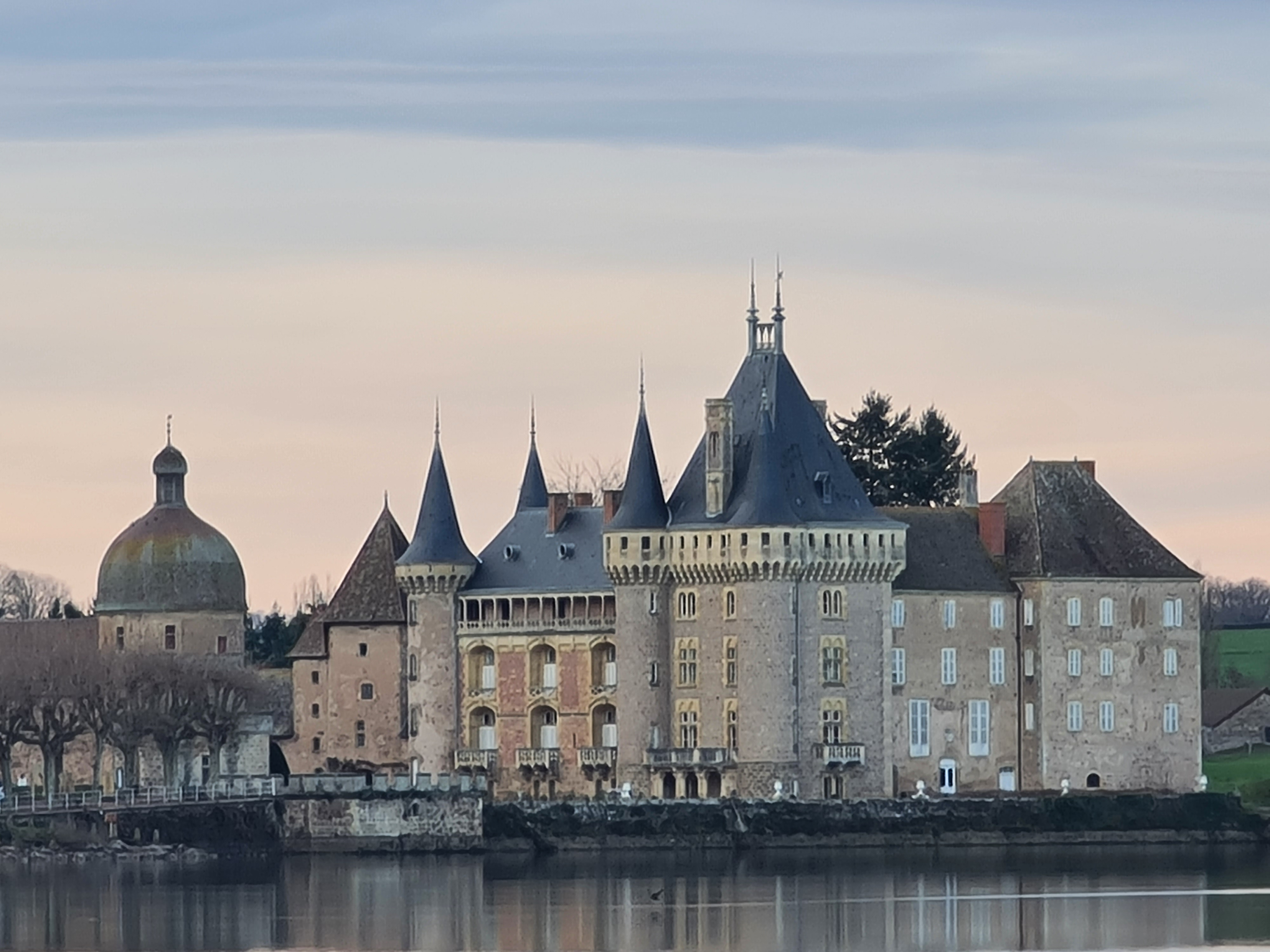
ラ・クレイェット城
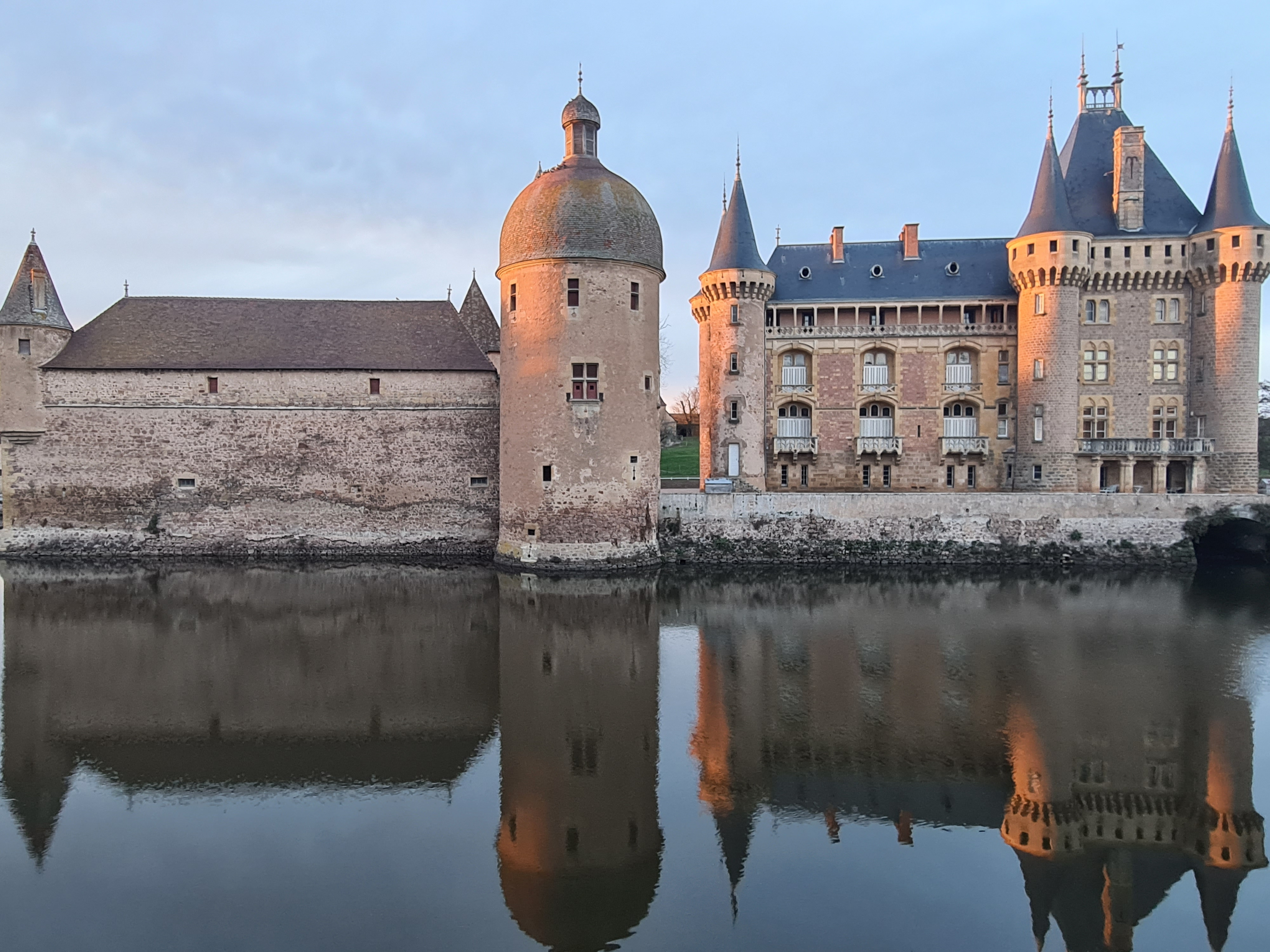
ラ・クレイェット城
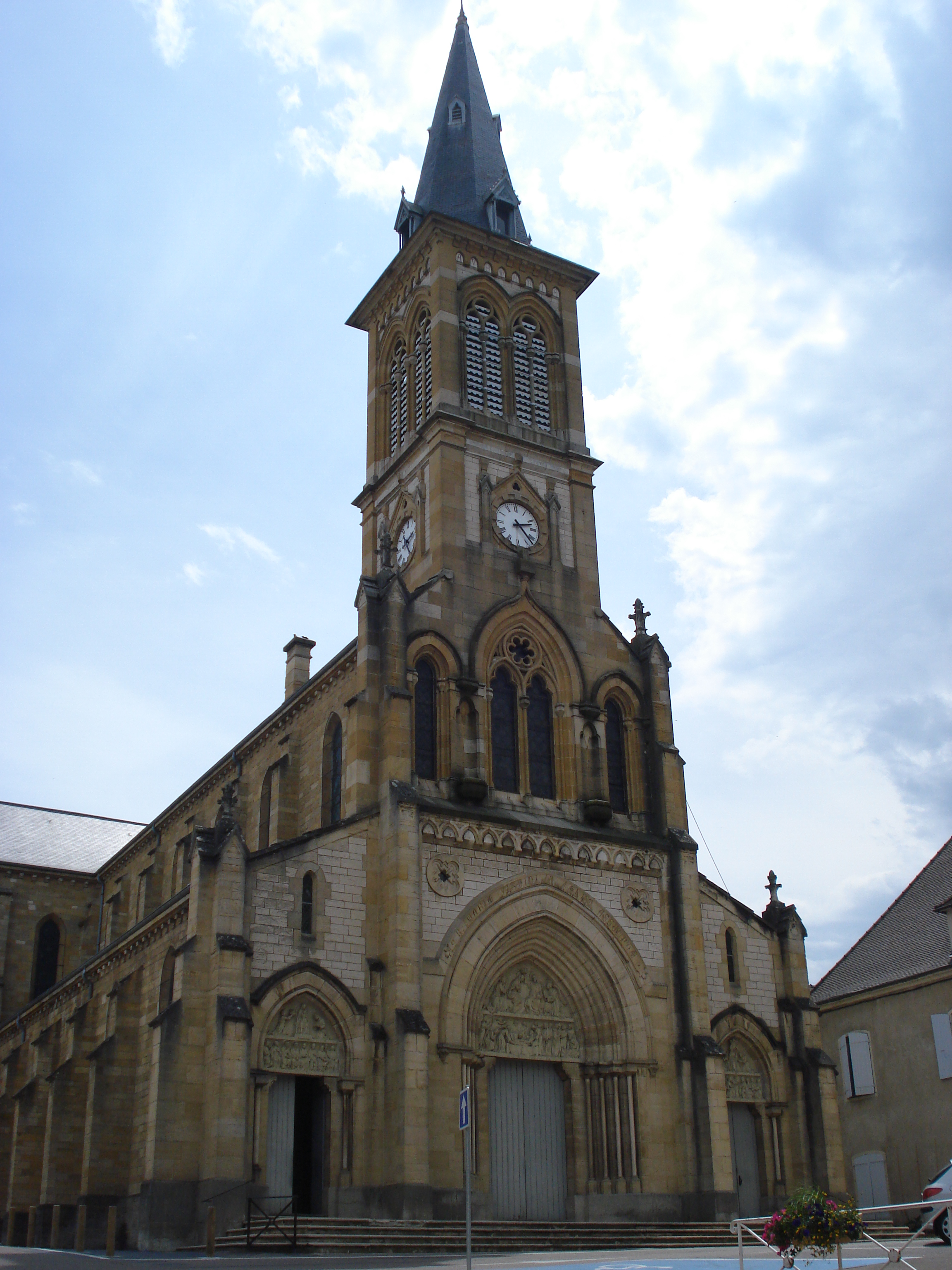
ノートルダム教会
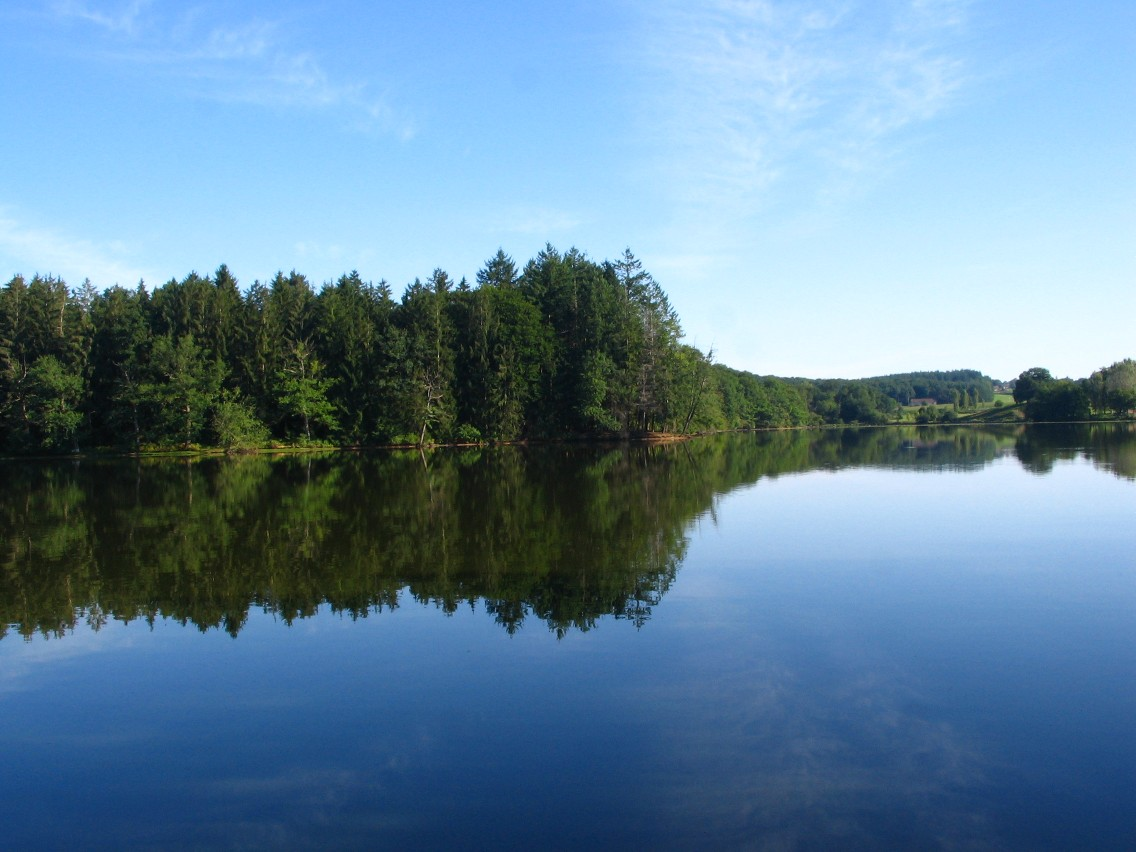
ラ・クレイェット湖
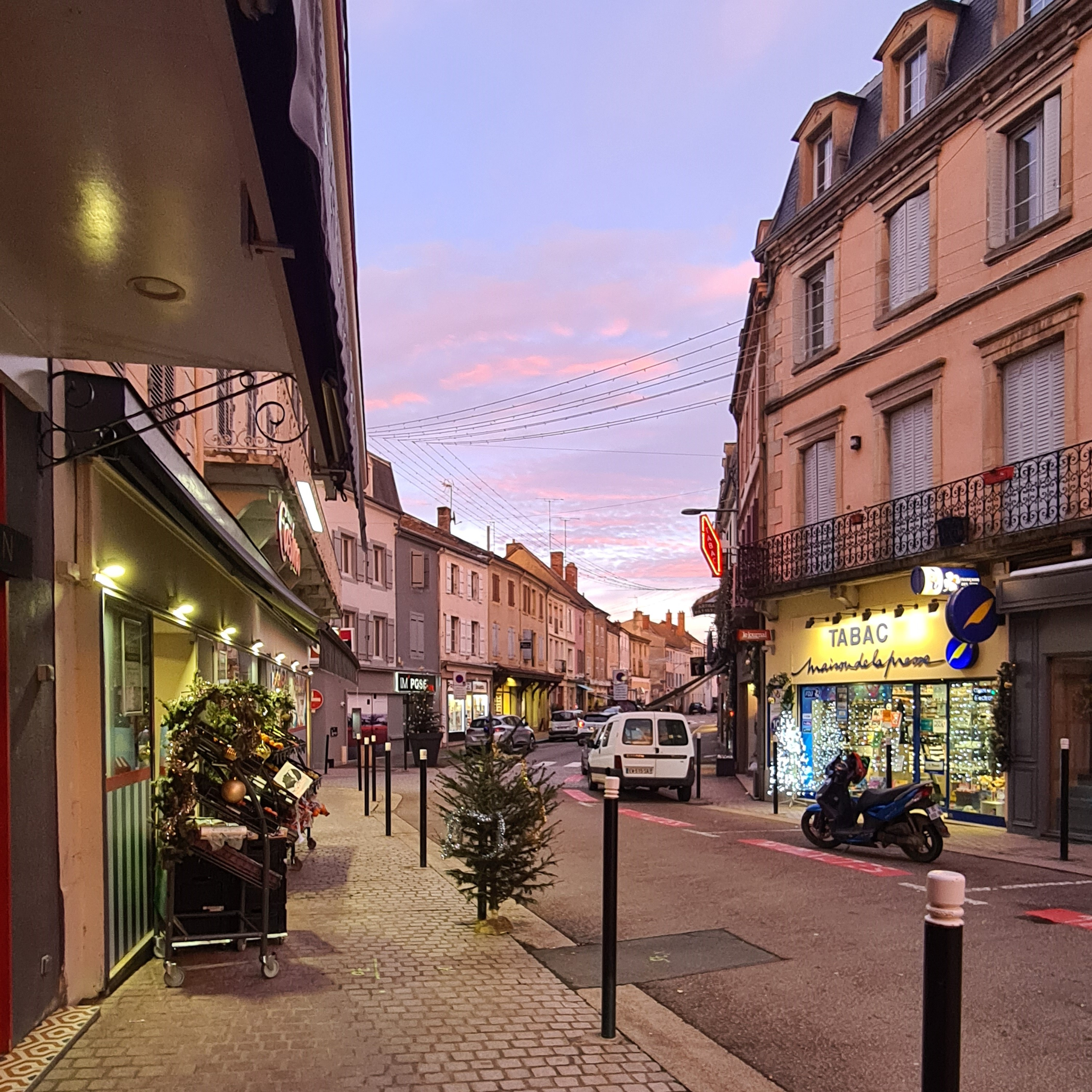
都心
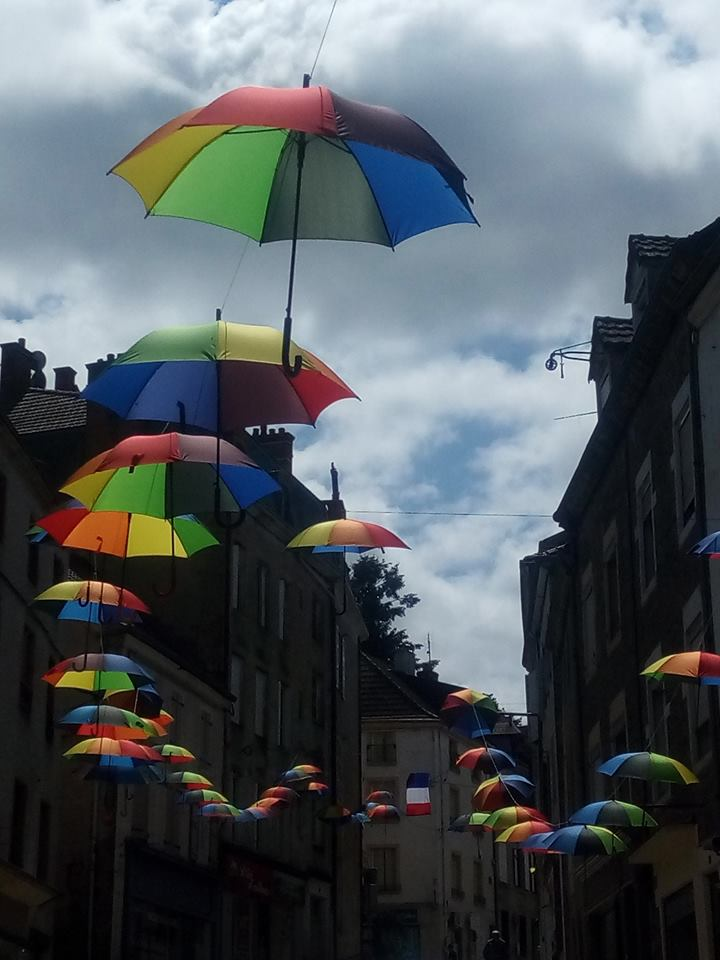
都心